# Friedrich Wilhelm Taube von Odenkat
Friedrich Wilhelm Graf Taube von Odenkat (schwedisch: Fredrik Vilhelm Taube af Odenkat; 9. Juli 1813 in Åsbergby (Schweden); † 8. Juni 1888 in Stockholm, Rufname: Friedrich) war ein schwedischer Graf und Generalmajor. Er stammte aus dem Adelsgeschlecht der deutsch-schwedisch-baltischen „von Taube“.

## Werdegang
Friedrich Wilhelm Taube begann 1832 seine militärische Laufbahn als Kadett bei der  „Berittenen Leibgarde“  und wurde 1838 zum Leutnant befördert. 1842 folgte die Beförderung zum Rittmeister und 1845 zum Stabsrittmeister. 1846 trat er die Stellung eines Regimentsquartiermeisters an und wurde 1848 Chef einer Schwadron. 1854 wurde er als Ritter des Schwertordens ausgezeichnet. 1855 diente er als im Leibregiment des Husarencorps und wurde zum Major und später zum Oberstleutnant befördert. 1858 wurde er zum Ritter des Sankt-Olav-Ordens erkoren und übernahm im gleichen Jahr die Befehlsgewalt über das Smålands Husarenregiment. 1865 wurde er mit dem Kommandeurskreuz des Schwertordens dekoriert. Im Jahre 1874 folgte die Beförderung zum Generalmajor in der schwedischen Armee. Am 16. Januar 1888 nahm er seinen Abschied.

## Auszeichnungen

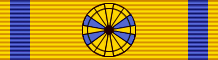
Schwertorden,  Ritter 1. Klasse
Sankt-Olav-Orden, Ritter 1. Klasse
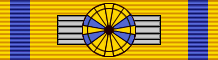
Kommandeurskreuz zum Schwertorden

## Familie
Graf Friedrich Wilhelm Taube war der Sohn von Gustaf Diedrich Graf Taube von Odenkat (1761–1822) und dessen Ehefrau Anna Margareta von Strokirch (1786–1861). Friedrich Wilhelm heiratete im Jahr 1838 die Freifrau Constance Julie Henriette Leuhusen (1818–1892), seine Ehefrau und er fanden ihre letzte Ruhestätte in Eksjö. Aus ihrer Ehe gingen die drei Töchter Hedvig Fredrique Beate Julie (1839–1843), Julie Henriette Sofie (1841–1901) und Hedvig Charlotte Constance (1844–1850) hervor. 